# Mount Noville
Der Mount Noville ist ein 2410 m hoher Berg im westantarktischen Marie-Byrd-Land. Im Königin-Maud-Gebirge ragt er 6 km östlich des Mount Bowlin zwischen dem Van-Reeth-Gletscher und dem Robison-Gletscher auf.
Entdeckt wurde er im Dezember 1934 von der geologischen Mannschaft um Quin Blackburn (1900–1981) bei der zweiten Antarktisexpedition (1933–1935) des US-amerikanischen Polarforschers Richard Evelyn Byrd. Byrd benannte den Berg nach George Otto Noville (1890–1963), Geschäftsführer dieser Expedition.